# اشرف فهمی
اشرف فهمی (انگلیسی: Ashraf Fahmy; ۲۵ اوت ۱۹۳۶ – ۲۵ ژانویهٔ ۲۰۰۱) کارگردان فیلم اهل مصر بود.